# Paternus
Paternus ist der Name mehrerer römischer Senatoren des 3. Jahrhunderts n. Chr.

## Paternus, Konsul 267
Paternus bekleidete im Jahr 267 mit Arcesilaus das Konsulat. Er ist vielleicht mit ... Ovinius Gaius Iulius A(quil?)ius ... Paternus, einem Prokonsul von Asia und Stadtpräfekten von Rom (ca. 281/282?), zu identifizieren.

## Paternus, Konsul 268
Paternus bekleidete im Jahr 268 sein zweites Konsulat. Sein Kollege war Marinianus. Paternus’ erstes Konsulat ist unbekannt.  Er ist vielleicht  identisch mit Aspasius Paternus, einem Prokonsul von Africa (257/258), oder dem Stadtpräfekten von Rom Paternus (264–266).

## Paternus, Konsul 269
Paternus war im Jahr 269 zusammen mit Kaiser Claudius Gothicus ordentlicher Konsul.